# Indautxu
Indautxu è un quartiere del centro di Bilbao, situato tra i quartieri di Basurto e Abando. È incentrato su Plaza Indautxu, una grande piazza recentemente posta al centro di un'opera di recupero, in cui si trova un piccolo centro commerciale ed una fermata della Metropolitana di Bilbao.
Il quartiere è considerato ricco, ed è famoso per il gran numero di ospedali e cliniche private,  la grande scuola Compagnia di Gesù ed il parco Doña Casilda Iturrizar park, tutti situati nella zona.
A livello sportivo il quartiere è rappresentato dalla Sociedad Deportiva Indautxu, che  vanta precedenti nelle categorie calcistiche nazionali.